# Inhaler (groupe)
 (décembre 2023).
La mise en forme du texte ne suit pas les recommandations de Wikipédia : il faut le « wikifier ».
Les points d'amélioration suivants sont les cas les plus fréquents :
- Les titres sont pré-formatés par le logiciel. Ils ne sont ni en capitales, ni en gras.
- Le texte ne doit pas être écrit en capitales (les noms de famille non plus), ni en gras, ni en italique, ni en « petit »…
- Le gras n'est utilisé que pour surligner le titre de l'article dans l'introduction, une seule fois.
- L'italique est rarement utilisé : mots en langue étrangère, titres d'œuvres, noms de bateaux, etc.
- Les citations ne sont pas en italique mais en corps de texte normal. Elles sont entourées par des guillemets français : « et ».
- Les listes à puces sont à éviter, des paragraphes rédigés étant largement préférés. Les tableaux sont à réserver à la présentation de données structurées (résultats, etc.).
- Les appels de note de bas de page (petits chiffres en exposant, introduits par l'outil «  Source ») sont à placer entre la fin de phrase et le point final[comme ça].
- Les liens internes (vers d'autres articles de Wikipédia) sont à choisir avec parcimonie. Créez des liens vers des articles approfondissant le sujet. Les termes génériques sans rapport avec le sujet sont à éviter, ainsi que les répétitions de liens vers un même terme.
- Les liens externes sont à placer uniquement dans une section « Liens externes », à la fin de l'article. Ces liens sont à choisir avec parcimonie suivant les règles définies. Si un lien sert de source à l'article, son insertion dans le texte est à faire par les notes de bas de page.
- La présentation des références doit suivre les conventions bibliographiques. Il est recommandé d'utiliser les modèles {{Ouvrage}}, {{Chapitre}}, {{Article}}, {{Lien web}} et/ou {{Bibliographie}}. Le mode d'édition visuel peut mettre en forme automatiquement les références.
- Insérer une infobox (cadre d'informations à droite) n'est pas obligatoire pour parachever la mise en page.

Pour une aide détaillée, merci de consulter Aide:Wikification.
Si vous pensez que ces points ont été résolus, vous pouvez retirer ce bandeau et améliorer la mise en forme d'un autre article.
Pour les articles homonymes, voir Inhaler.
Inhaler est un groupe de rock indépendant irlandais, formé à Dublin en 2012.

Le groupe se compose de Elijah Hewson au chant et à la guitare, Ryan McMahon à la batterie, Bobby Skeetz à la basse ainsi que de Josh Jenkinson à la guitare.

Les albums It Won't Always Be Like This et Cuts & Bruises sortent respectivement en 2021 et 2023 avec le label Polydor.

## Biographie

### Formation
Elijah Hewson (fils de Bono), Ryan MacMahon et Bobby Skeetz se rencontrent au St Andrew's College de Blackrock (Dublin) et décident de former un groupe en 2012. En 2015, la formation choisit le nom Inhaler puis intègre le guitariste Josh Jenkinson.
Le quatuor compose et produit son premier single I Want You en 2017. Le single est présenté dans le premier volume de Garageland (14 avril 2017) et sort sur les plateformes de streaming en 2018.

### It Won't Always Be Like This(2019-2022)
À partir de 2019, Inhaler sort de nombreux singles : Ice Cream Sundae, We Have To Move On et Falling In (accompagné d'une reprise du groupe Mazzy Star intitulé Fade Into You). Le 7 juin 2019, ils se sont produits en première partie de Noel Gallagher. Pour Record Store Day 2020, le groupe a sorti ses singles sous forme de disques vinyles en édition limitée.
En parallèle, certains des titres du futur premier album sont révélés. It Won't Always Be Like This sort dès 2019 et annonce le nom de l'album, le morceau s’appelait à la base 540, référence aux trois premières notes de tablature de la basse dans le morceau. Peu de temps après, le single My Honest Face devient le premier succès d'Inhaler. When It Breaks fait son apparition l'année suivante : il est le premier titre écrit durant le confinement de 2020.
En 2021, Inhaler révèle un dernier titre du premier album : Cheer Up Baby, déjà connu du grand public car souvent joué en live, sort enfin en version studio le 17 mars 2021. Le groupe annonce alors la sortie de leur tout premier album et fait sa première apparition à la télévision américaine avec son interprétation de Cheer Up Baby au Late Late Show with James Corden. Le 9 juillet 2021, l'album It Won't Always Be Like This sort sous le label Polydor.

### Cuts & Bruises(depuis 2022)
Le 7 juin 2022, Inhaler sort un nouvel single intitulé These Are The Days. Après une année de tournée, notamment avec les festivals de l'été 2022, le groupe révèle l'arrivée prochaine de leur second album Cuts & Bruises. L'annonce est faite le 13 octobre, accompagnée de la sortie d'un deuxième nouveau single : Love Will Get You There.
Le dernier single du second album, If You're Gonna Break My Heart, est disponible le 1er février 2023. Le 17 Février 2023, Inhaler sort son deuxième album Cuts & Bruises. L'album atteint le numéro 2 du classement des albums au Royaume-Uni et le numéro 1 du classement des albums irlandais.

## Membres

### Inhaler
- Elijah Hewson – chant, guitare rythmique (depuis 2012)
- Ryan McMahon – batterie, percussions (depuis 2012)
- Robert "Bobby Skeetz" Keating – basse, chœurs (depuis 2012)
- Josh Jenkinson – guitare principale, chœurs (depuis 2015)

Portraits des membres d'Inhaler
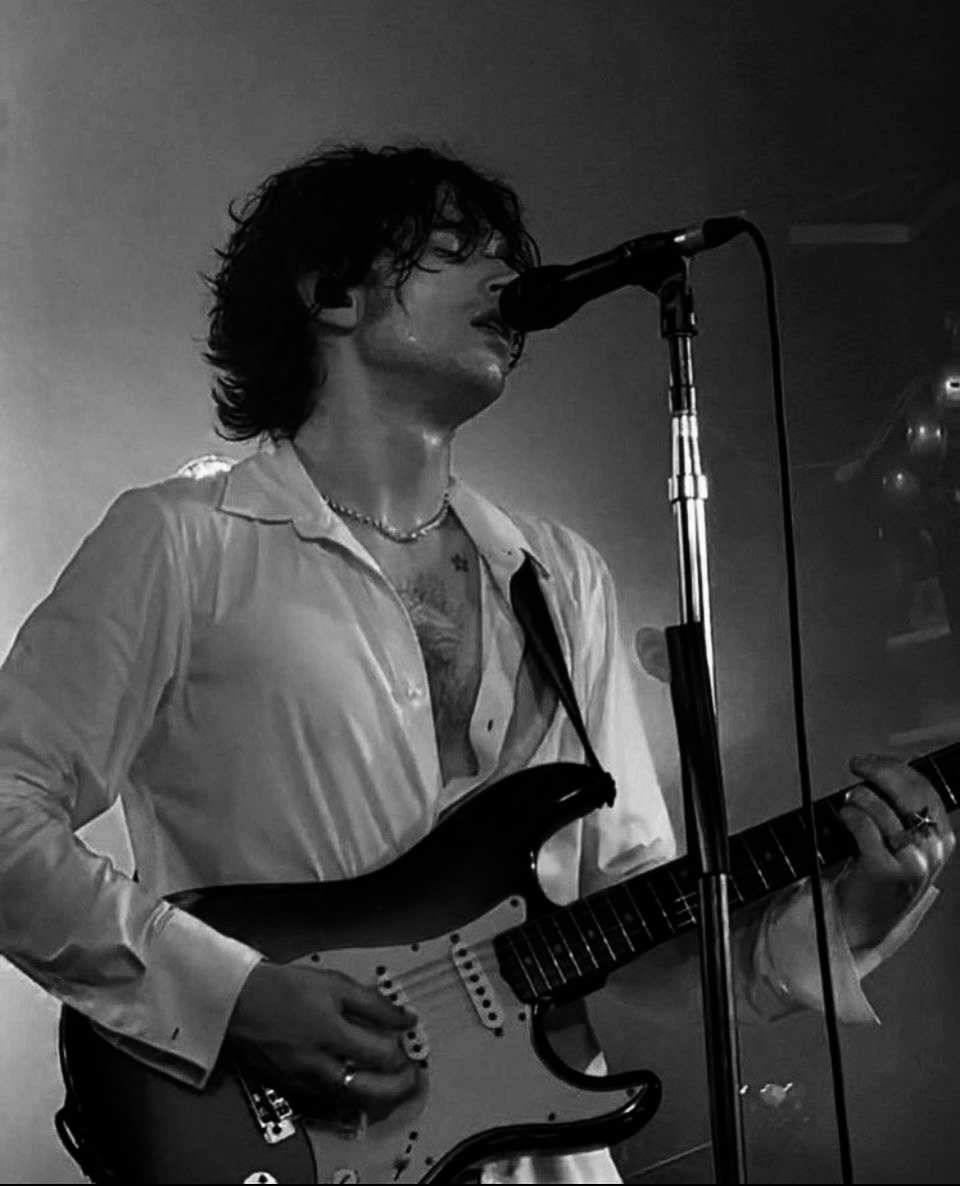
Elijah Hewson
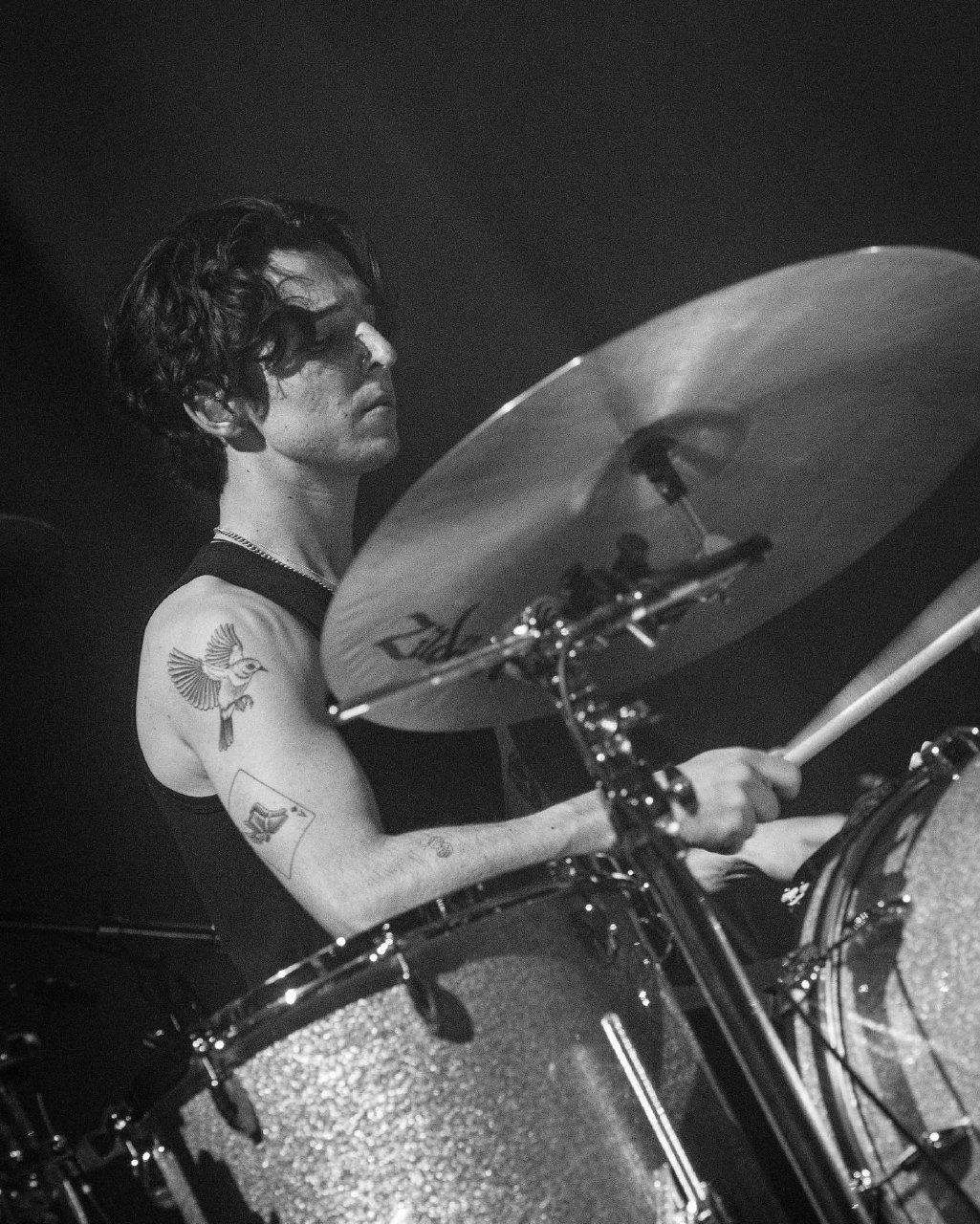
Ryan McMahon
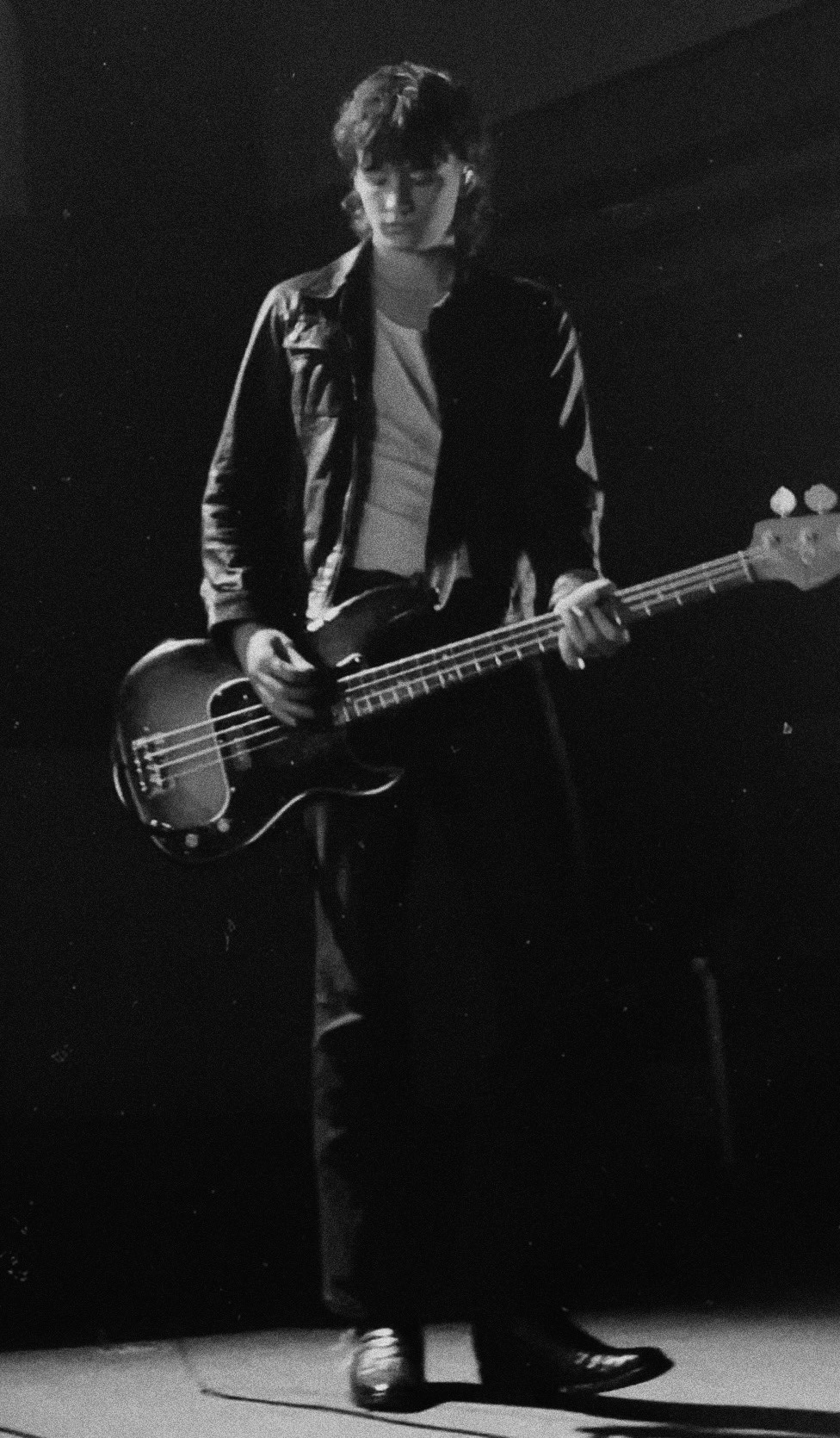
Bobby Skeetz
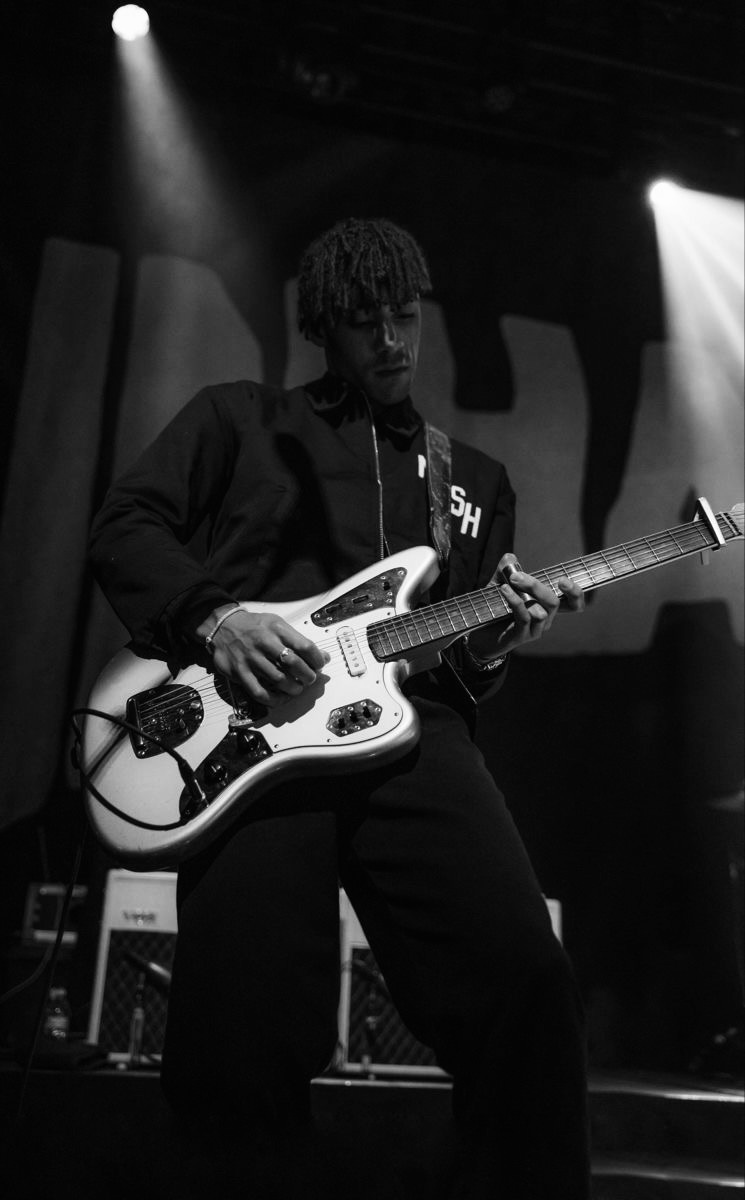
Josh Jenkinson

### Musiciens de tournée
- Louis Lambert  – claviers (depuis 2017)

## Discographie

### Singles
2018 : I Want You (Inhaler self-record)
2019 : It Won't Always Be Like This (Polydor Records, Universal Music Group)
2019 : My Honest Face (Polydor Records, Universal Music Group)
2019 : Ice Cream Sundae (Polydor Records, Universal Music Group)
2020 : We Have To Move On (Polydor Records, Universal Music Group)
2020 : Falling In (Polydor Records, Universal Music Group)
2020 : When It Breaks (Polydor Records, Universal Music Group)
2021 : Cheer Up Baby (Polydor Records, Universal Music Group)
2021 : My Honest Face (avec les titres When I'm With You et Your Power) (Polydor Records, Universal Music Group)
2022 : These Are The Days (Polydor Records, Universal Music Group)
2022 : Love Will Get You There (Polydor Records, Universal Music Group)
2023 : If You're Gonna Break My Heart (Polydor Records, Universal Music Group)